# رابرت وایز
رابرت ارل وایز (به انگلیسی: Robert Earl Wise) (۱۰ سپتامبر ۱۹۱۴–۱۴ سپتامبر ۲۰۰۵) کارگردان، تدوین‌گر، صداپرداز و تهیه‌کننده آمریکایی بود. او به‌خاطر کارگردانی فیلم‌های اشک‌ها و لبخندها (۱۹۶۵) و داستان وست‌ساید (۱۹۶۱) دو بار برنده جایزه اسکار بهترین کارگردانی شد. او همچنین برای تدوین فیلم همشهری کین (۱۹۴۱) نامزد جایزه اسکار بهترین تدوین فیلم و برای کارگردانی و تهیه‌کنندگی فیلم دانه‌های شن (۱۹۶۶) نامزد جایزه اسکار بهترین فیلم شده بود.
وایز در ساخت فیلم در سبک‌های گوناگون مانند علمی-تخیلی ، درام اجتماعی و تاریخی موفق بود. اما آنچه بیشتر باعث شهرت او شد، آثار موزیکال او یعنی فیلم‌های آوای موسیقی (که در ایران با نام اشک‌ها و لبخندها نمایش داده شد) و داستان وست‌ساید بود که دومی را با همکاری جروم رابینز هنرمند مشهور آمریکایی کارگردانی کرد.

## زندگی و حرفه
رابرت ارل وایز در سال ۱۹۱۴ در وینچستر، ایندیانا زاده شد. او از سال ۱۹۳۵ در استودیوی RKO به‌عنوان تدوین‌گر صدا مشغول به کار شد و پس از مدتی تدوین فیلم را نیز انجام داد. مهم‌ترین کارهای او در این عرصه، تدوین دو فیلم از آثار اورسن ولز، یکی فیلم مشهور تاریخ سینما همشهری کین (۱۹۴۱) و دیگری امبرسون‌های باشکوه (۱۹۴۲) بودند. تدوین همشهری کین، نامزدی او را برای جایزه اسکار در سال ۱۹۴۱ به‌همراه داشت. موفقیت او در تدوین و نیز اتفاقی که باعث نیمه‌کاره ماندن فیلم کارگردانی دیگر شده بود و او ساخت آن را ادامه داد، باعث شد او وارد دنیای کارگردانی شود.
وایز در کارگردانی نیز موفق بود و ژانر مختلفی را آزمود. درام مشهور می‌خواهم زنده بمانم در سال ۱۹۵۸، موفقیت بزرگی برای او به‌شمار می‌رفت. در سال ۱۹۶۱ فیلم موزیکال داستان وست‌ساید را که اقتباسی آزاد از نمایش‌نامه رومئو و ژولیت بود، به همراه جروم رابینز کارگردانی کرد و با این اثر توانست جایزه اسکار بهترین کارگردانی را که با ۹ اسکار دیگر همراه بود، به‌طور مشترک با رابینز به‌دست‌آورد. اشک‌ها و لبخندها (۱۹۶۵) دیگر اثر شاخص او بود که جایزه اسکار بهترین کارگردانی را بار دیگر نصیب او کرد. این فیلم پرفروش در مجموع برنده پنج جایزه اسکار شد. وایز تا سال ۲۰۰۰ بیش از چهل فیلم ساخت.

## فیلم‌شناسی

### تدوین‌گر
مهم‌ترین فیلم‌هایی که وایز تدوین‌گر آنها بوده‌است:
- مادر مجرد (۱۹۳۹)
- دختر خیابان پنجم (۱۹۳۹)
- گوژپشت نوتر دام (۱۹۳۹)
- همسر دلخواه من (۱۹۴۰)
- رقص، دختر، رقص (۱۹۴۰)
- همشهری کین (اورسن ولز) (۱۹۴۱)
- شیطان و دنیل وبستر (۱۹۴۱)
- آمبرسون‌های باشکوه (اورسن ولز) (۱۹۴۲)
- بمب‌انداز (۱۹۴۳)